# جولة لوف يورسيلف العالمية
جولة بي تي اس العالمية: أحب نفسك أو جولة لوف يورسيلف العالمية (بالإنجليزية: BTS World Tour: Love Yourself أو Love Yourself World Tour)‏ هي جولة الحفلات العالمية الثالثة المُقامة بواسطة الفرقة الكورية الجنوبية بي تي اس. كترويج لسلسلة ألبوماتهم بعنوان Love Yourself والتي تتضمن الأسطوانة المطولة Love Yourself: Her، ألبوم الاستديو Love Yourself: Tear والألبوم التجميعي Love Yourself: Answer. بدأت الجولة العالمية في 25 أغسطس 2018 في كوريا الجنوبية. تمت إضافة مُلحق للجولة بعنوان «جولة بي تي اس العالمية لوف يورسيلف: سبيك يورسيلف» "(بالإنجليزية: BTS World Tour Love Yourself: Speak Yourself)‏" في 9 فبراير 2019  وبدأت حفلات هذا الملحق في باسادينا في كالفيورنيا في 4 مايو 2019، وانتهت الجولة رسمياً في 29 أكتوبر 2019  متضمنةً 62 حفلاً في 14 دولة. جولة لوف يورسيلف العالمية احتلت المركز الثالث في قائمة بيلبورد لأفضل 40 جولة عالمية في 2019 مع إجمالي أرباح 196.4 مليون دولار أمريكي من آخر 42 حفل من الجولة. شهدت الجولة حضور 2,019,800 متفرجاً بالمجموع مُصبحة بذلك أكثر جولة نجاحاً لبي تي اس والجولة الأكثر ربحاً في التاريخ بواسطة فنان غير متكلم باللغة الإنكليزية، حسب مجلة بيلبورد.

## الخلفية
نشرت بيغ هيت إنترتينمنت في يوتيوب في 26 أبريل 2018 مقطعاً تشويقياً للإعلان عن جولة عالمية قادمة لبي تي اس ، تضمن الفيديو إعلاناً عن جدول مبدئي للجولة يتضمن 22 حفلاً في 11 مدينة في مختلف دول العالم. وبعد إصدار الفيديو تم رفع عدة هاشتاغات في مختلف وسائل التواصل الاجتماعي وأصبحت الأكثر تداولاً في العالم ومنها هاشتاغ LOVE_YOURSELF# وذلك حماساً وترقباً للحدث.

## الأداء التجاري
في مايو 2018 وبعد انتهاء الدفعة الأولى من بيع التذاكر في أمريكا الشمالية وبيعها بالكامل  تمت إضافة حفل إضافيّ في لوس أنجلوس في ستيبلز سينتر وذلك بسبب الإقبال الهائل والطلب الكبير من المعجبين للتذاكر. تذاكر حفل هاميلتون بيعت بالكامل في خلال ساعة واحدة فقط ولاحقاً كشف منظموا الحفل العاملون في FirstOntario Centre أنه كان من الممكن أن تنفذ التذاكر في أقل من ساعة لولا الخلل الذي حصل في موقع تيكيت ماستر يومها بسبب الضغط الكبير وعدد الزوار الغير مسبوق للموقع. تم بيع تذاكر جميع حفلات أمريكا الشمالية الأربعة عشر بالكامل  مما أدى لإضافة حفل جديد في نيويورك في ملعب سيتي فيلد وتم بيع تذاكر الحفل بالكامل في غضون عشرة دقائق ، وأصبحوا بي تي اس أول فنان كوري على الإطلاق يترأس عرضاً موسيقياً في استاد في الولايات المتحدة. لاقت الحفلات الأخرى في أوروبا نفس القدر من الإقبال والنجاح وتتضمن حفلاتهم في لندن، أمستردام، برلين وباريس وكانت أولى وأكبر عروضهم في أوروبا في وقتها ، بيعت تذاكر حفل لندن بالكامل في دقيقتين وبيعت تذاكر حفل برلين في تسعة دقائق.
بعد بدء الدفعة الثانية لبيع تذاكر حفلات سول في ملعب سول الأولمبي في أغسطس تم بيع التذاكر الـ 90,000 المتوفرة بالكامل. وبعد بيع أكثر من 790,000 تذكرة من 33 حفل في 16 مدينة  تمت إضافة 8 تواريخ لحفلات إضافية في آسيا وذلك أثناء قيامهم بالحفلات في القسم الأوروبي من الجولة. حينئذٍ أصبحوا بي تي اس أول فنان بوب كوري يقيم حفلاً في الملعب الوطني في سنغافورة بعد بيع تذاكر الحفل بالكامل في أقل من 4 ساعات.
وفقاً لموقع بيع التذاكر StubHub فإن بي تي أس هم واحد من أفضل الفنانين مبيعاً للحفلات في السوق العالمية في 2018 خارج الولايات المتحدة، آتين ثانياً بعد إيد شيران فقط. مجلة فارايتي صنفت بي تي اس أيضاً من ضمن أفضل الفنانين مبيعاً للحفلات في خريف 2018 في الولايات المتحدة وتم تضمينهم في قوائم StubHub لـ «الفنانين الأكثر مبيعاً» و «الحفلات الأفضل مبيعاً» و "أفضل متوسط مبيعات الأكثر مبيعًا لكل حفل ". ووفقاً لموقع ياهو! فايننس بي تي اس هم الفنان رقم واحد الأفضل مبيعاً والأكثر مبيعاً لتذاكر الحفلات في كندا في خريف 2018. وفي اليابان تم تصنيف بي تي اس في المركز التاسع في قائمة Nikkei Entertainment لترتيب الحفلات التعبويّ لـ 2018 Top 50 .

## رأي النقّاد

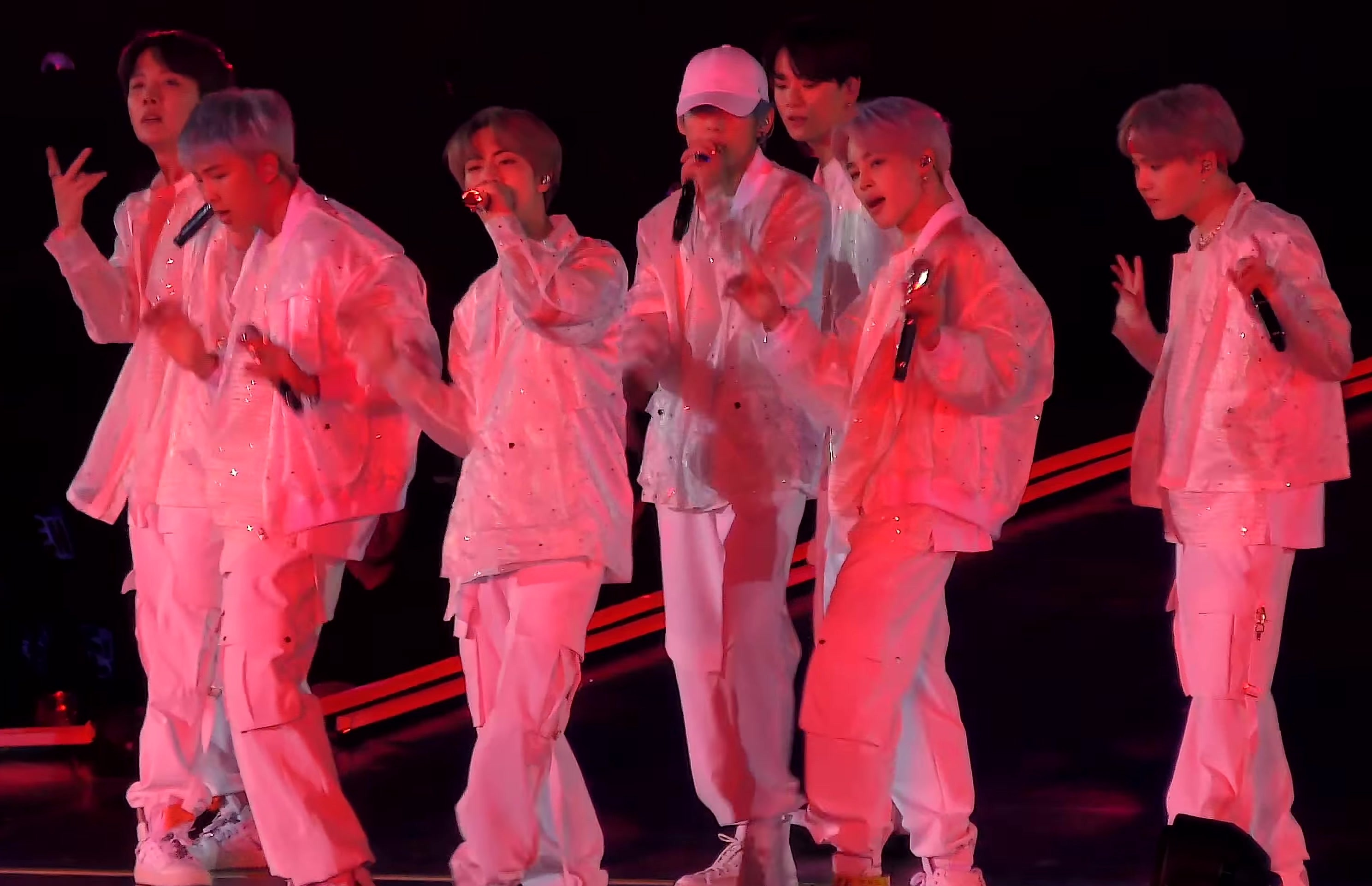
بي تي أس وهم يؤدون Mic Drop في حفلهم في هونغ كونغ في AsiaWorld–Expo من ضمن حفلات جولة لوف يورسيلف العالمية (2019)

تلقت جولة لوف يورسيلف العالمية مراجعات إيجابية وإشادات من قِبل النقاد. بدأت وسائل الإعلام بالتغطية للحفل الأول للجولة في أمريكا منذ أن بدأ المعجبون بالتخييم خارج صالة ستيبلز سنتر قبل بداية الحفل بأيام. فيليب كوسوريز من موقع Uproxx وصف حفل ستيبلز سنتر والذي كان لمدة أربعة أيام بأنه "تجربة ضخمة متعددة الحواس حيث تكون فيه الموسيقى فوق كل العوائق اللغوية ". تيفاني تايلور من هوليوود ريبورتر كتبت لبيلبورد مشيرةً إلى «تصميم الرقصات المذهل» مادحةً الأداءات الفردية لأعضاء الفرقة في الحفل وطاقة وحماس المعجبين التي كانت أهم مافي الليلة. جيم هارينغتون من سان خوسيه ميركوري نيوز وصف حفل أوكلاند في ملعب Oakland Arena بأنه «أفضل حفل في السنة في منطقة خليج سان فرانسيسكو» ووصف الأداءات الفردية بأنها "مشاهدة لسبعة نجوم متفرّدين حيث كلٌّ منهم باستطاعته التمتع بمسيرة فردية خاصة به ". الناقد كيم يونغداي ارتأى أن أفضل مافي الحفل وخصوصاُ حفل شيكاغو كان العروض البصرية المبهرة والقيمة الفنية للأداءات الفردية ومفهوم الحفل الانغماسي. كريستال بيل من إم تي في قالت بخصوص الجولة "بي تي اس خلقوا تجربة خلّابة جداً، شاملة ومذهلة بصرياً وبشدة بحيث أنها عززت حقيقةَ أن بي تي اس هم واحد من أهم الكيانات المتواجدة في يومنا هذا في موسيقى البوب ". مجلة The Quietus كتبت عن الجولة في أوروبا قائلةً "العرض يتمحور حول البحث عن هوية الذات. بعد ساعتين ونصف من تغيير الأزياء، الإيقاعات القوية، النوتات العالية والجمال الأيقوني الصعب تصديقه في فيديوهاتهم؛ بي تي اس يصعدون للمسرح مرتدين الجينز والقمصان بينما يغنون الأغنية الأخيرة Anpanman التي تتحدث عن نوعٍ جديد من الأبطال الخارقين. حينها نُدرك بأن الارتباك والحساسية المتواجدة فيهم أحياناً هي أيضاً مصدرٌ لقوّتهم ".
مجلة The Denisonian أعطت الحفل تقييماً كاملاً بعشرة من عشرة . مشيرةً إلى أن الموسيقى، البصريات، الرقص والمعجبون هم من جعلوا من الحفل تجربة عظيمة. موقع Vivid Seats أعطى بي تي اس لقب «فنان السنة لـ 2018» ذاكراً الحفل التاريخي لهم في ملعب سيتي فيلد في الولايات المتحدة.

## قائمة الأغاني
بي تي اس اعتمدوا على 3 قوائم أغاني خلال حفلات الجولة، جميع القوائم تحتوي نفس الأغاني باستثناء قسم الميدلي (من الأغاني 12 إلى 16)
| Set List 1. Idol 2. Save Me 3. I'm Fine 4. Magic Shop 5. Trivia 起: Just Dance 6. Euphoria 7. I Need U 8. Run 9. Serendipity 10. Trivia 承: Love 11. DNA 12. [c]21st Century Girl[a] / Boyz with Fun[b] / Dope 13. [b]Go Go[a][c] / Attack on Bangtan 14. [b]Blood Sweat & Tears[a][c] / Fire 15. [b]Boy in Luv[a][c] / Silver Spoon (Bapsae) 16. [c]Danger[a] / Dope[b] / Fire 17. Airplane Pt. 2 18. Singularity 19. Fake Love 20. Trivia 轉: Seesaw 21. Epiphany 22. The Truth Untold 23. Outro: Tear 24. Mic Drop Encore 1. So What 2. Anpanman 3. Answer: Love Myself | ملاحظة - ^[a] تشير لقائمة الأغاني الأولى - ^[b] تشير لقائمة الأغاني الثانية - ^[c] تشير لقائمة الأغاني الثالثة |

## تواريخ الحفلات
| التاريخ                        | المدينة            | الدولة             | المكان                                 | الحضور                        | الأرباح                 |
| القسم الأول - آسيا             | القسم الأول - آسيا | القسم الأول - آسيا | القسم الأول - آسيا                     | القسم الأول - آسيا            | القسم الأول - آسيا      |
| ------------------------------ | ------------------ | ------------------ | -------------------------------------- | ----------------------------- | ----------------------- |
| 25 أغسطس 2018                  | سول                | كوريا الجنوبية     | ملعب سول الأولمبي                      | 90,000 / 90,000               | 8,411,739 دولار أمريكي  |
| 26 أغسطس 2018                  | سول                | كوريا الجنوبية     | ملعب سول الأولمبي                      | 90,000 / 90,000               | 8,411,739 دولار أمريكي  |
| القسم الثاني - أمريكا الشمالية |                    |                    |                                        |                               |                         |
| 5 سبتمبر 2018                  | لوس أنجلوس         | الولايات المتحدة   | ستيبلز سينتر                           | 180,000 / 180,000             | لم يتم الكشف عنها       |
| 6 سبتمبر 2018                  | لوس أنجلوس         | الولايات المتحدة   | ستيبلز سينتر                           | 180,000 / 180,000             | لم يتم الكشف عنها       |
| 9 سبتمبر 2018                  | لوس أنجلوس         | الولايات المتحدة   | ستيبلز سينتر                           | 180,000 / 180,000             | لم يتم الكشف عنها       |
| 10 سبتمبر 2018                 | لوس أنجلوس         | الولايات المتحدة   | ستيبلز سينتر                           | 180,000 / 180,000             | لم يتم الكشف عنها       |
| 12 سبتمبر 2018                 | أوكلاند            | الولايات المتحدة   | Oakland Arena                          | 180,000 / 180,000             | لم يتم الكشف عنها       |
| 15 سبتمبر 2018                 | فورت وورث          | الولايات المتحدة   | Fort Worth Convention Center           | 180,000 / 180,000             | لم يتم الكشف عنها       |
| 16 سبتمبر 2018                 | فورت وورث          | الولايات المتحدة   | Fort Worth Convention Center           | 180,000 / 180,000             | لم يتم الكشف عنها       |
| 20 سبتمبر 2018                 | هاميلتون           | كندا               | FirstOntario Centre                    | 180,000 / 180,000             | لم يتم الكشف عنها       |
| 22 سبتمبر 2018                 | هاميلتون           | كندا               | FirstOntario Centre                    | 180,000 / 180,000             | لم يتم الكشف عنها       |
| 23 سبتمبر 2018                 | هاميلتون           | كندا               | FirstOntario Centre                    | 180,000 / 180,000             | لم يتم الكشف عنها       |
| 28 سبتمبر 2018                 | نيوآرك             | الولايات المتحدة   | Prudential Center                      | 180,000 / 180,000             | لم يتم الكشف عنها       |
| 29 سبتمبر 2019                 | نيوآرك             | الولايات المتحدة   | Prudential Center                      | 180,000 / 180,000             | لم يتم الكشف عنها       |
| 2 أكتوبر 2018                  | شيكاغو             | الولايات المتحدة   | United Center                          | 180,000 / 180,000             | لم يتم الكشف عنها       |
| 3 أكتوبر 2018                  | شيكاغو             | الولايات المتحدة   | United Center                          | 180,000 / 180,000             | لم يتم الكشف عنها       |
| 6 أكتوبر 2018                  | نيويورك            | الولايات المتحدة   | Citi Field                             | 40,000 / 40,000               | لم يتم الكشف عنها       |
| القسم الثالث - أوروبا          |                    |                    |                                        |                               |                         |
| 9 أكتوبر 2018                  | لندن               | المملكة المتحدة    | The O2 Arena                           | 31,475 / 32,278               | 4,943,140 دولار أمريكي  |
| 10 أكتوبر 2018                 | لندن               | المملكة المتحدة    | The O2 Arena                           | 31,475 / 32,278               | 4,943,140 دولار أمريكي  |
| 13 أكتوبر 2018                 | أمستردام           | هولندا             | Ziggo Dome                             | 13,893 / 13,893               | 2,250,000 دولار أمريكي  |
| 16 أكتوبر 2018                 | برلين              | ألمانيا            | مرسيدس بنز أرينا                       | 30,000 / 30,000               | لم يتم الكشف عنها       |
| 17 أكتوبر 2018                 | برلين              | ألمانيا            | مرسيدس بنز أرينا                       | 30,000 / 30,000               | لم يتم الكشف عنها       |
| 19 أكتوبر 2018                 | باريس              | فرنسا              | أكورهوتيل أرينا                        | 28,149 / 28,149               | 4,580,000 دولار أمريكي  |
| 20 أكتوبر 2018                 | باريس              | فرنسا              | أكورهوتيل أرينا                        | 28,149 / 28,149               | 4,580,000 دولار أمريكي  |
| القسم الرابع - آسيا            |                    |                    |                                        |                               |                         |
| 13 نوفمبر 2018                 | طوكيو              | اليابان            | Tokyo Dome                             | 380,000 / 380,000             | 44,477,061 دولار أمريكي |
| 14 نوفمبر 2018                 | طوكيو              | اليابان            | Tokyo Dome                             | 380,000 / 380,000             | 44,477,061 دولار أمريكي |
| 21 نوفمبر 2018                 | أوساكا             | اليابان            | قبة أوساكا                             | 380,000 / 380,000             | 44,477,061 دولار أمريكي |
| 23 نوفمبر 2018                 | أوساكا             | اليابان            | قبة أوساكا                             | 380,000 / 380,000             | 44,477,061 دولار أمريكي |
| 24 نوفمبر 2018                 | أوساكا             | اليابان            | قبة أوساكا                             | 380,000 / 380,000             | 44,477,061 دولار أمريكي |
| 8 ديسمبر 2018                  | تاويون             | تايوان             | Taoyuan International Baseball Stadium | 250,000 / 250,000             | 7,111,720 دولار أمريكي  |
| 9 ديسمبر 2018                  | تاويون             | تايوان             | Taoyuan International Baseball Stadium | 250,000 / 250,000             | 7,111,720 دولار أمريكي  |
| 12 يناير 2019                  | ناغويا             | اليابان            | Vantelin Dome Nagoya                   | [ ب ]                         | [ ج ]                   |
| 13 يناير 2019                  | ناغويا             | اليابان            | Vantelin Dome Nagoya                   | [ ب ]                         | [ ج ]                   |
| 19 يناير 2019                  | سنغافورة           | سنغافورة           | ملعب سنغافورة الوطني                   | [ د ]                         | لم يتم الكشف عنها       |
| 16 فبراير 2019                 | فوكوكا             | اليابان            | Fukuoka PayPay Dome                    | [ ب ]                         | [ ج ]                   |
| 17 فبراير 2019                 | فوكوكا             | اليابان            | Fukuoka PayPay Dome                    | [ ب ]                         | [ ج ]                   |
| 20 مارس 2019                   | هونغ كونغ          | هونغ كونغ          | AsiaWorld–Expo                         | [ د ]                         | لم يتم الكشف عنها       |
| 21 مارس 2019                   | هونغ كونغ          | هونغ كونغ          | AsiaWorld–Expo                         | [ د ]                         | لم يتم الكشف عنها       |
| 23 مارس 2019                   | هونغ كونغ          | هونغ كونغ          | AsiaWorld–Expo                         | [ د ]                         | لم يتم الكشف عنها       |
| 24 مارس 2019                   | هونغ كونغ          | هونغ كونغ          | AsiaWorld–Expo                         | [ د ]                         | لم يتم الكشف عنها       |
| 6 أبريل 2019                   | بانكوك             | تايلاند            | ملعب راجامانغالا                       | [ د ]                         | لم يتم الكشف عنها       |
| 7 أبريل 2019                   | بانكوك             | تايلاند            | ملعب راجامانغالا                       | [ د ]                         | لم يتم الكشف عنها       |
| المجموع                        | المجموع            | المجموع            | المجموع                                | 1,043,517 / 1,044,320 (99.9%) | 71,773,660 دولار أمريكي |

## مُلحق سبيك يورسيلف

### الخلفية
المُلحق المُسمى «جولة بي تي اس العالمية لوف يورسيلف: سبيك يورسيلف» "(بالإنجليزية: BTS World Tour Love Yourself: Speak Yourself)‏" هو بمثابة امتداد لجولة لوف يورسيلف العالمية الأصلية مع حفلات إضافية في ملاعب إضافية وتحت مسمّىً مختلف. بدأت حفلات المُلحق في 4 مايو 2019 في باسادينا في كالفيورنيا وتضمّن عدة حفلات في أمريكا الشمالية وأوروبا وآسيا في دول تضمنت الولايات المتحدة، المملكة المتحدة، فرنسا، السعودية، البرازيل واليابان.
تم الإعلان عن الجولة الإضافية بواسطة بيغ هيت إنترتينمنت في يوتيوب في 19 فبراير 2019 من خلال مقطع تشويقي تضمن لقطات لبي تي اس وهم يؤدون على المسرح مع تواجد عنوان الجولة وتواريخ الحفلات في الفيديو. وتم الإعلان عن كون لايف نيشن إنترتينمنت هي الراعي للجولة  وعن بيع تذاكر الحفلات بواسطة تيكيت ماستر.

### الأداء التجاري

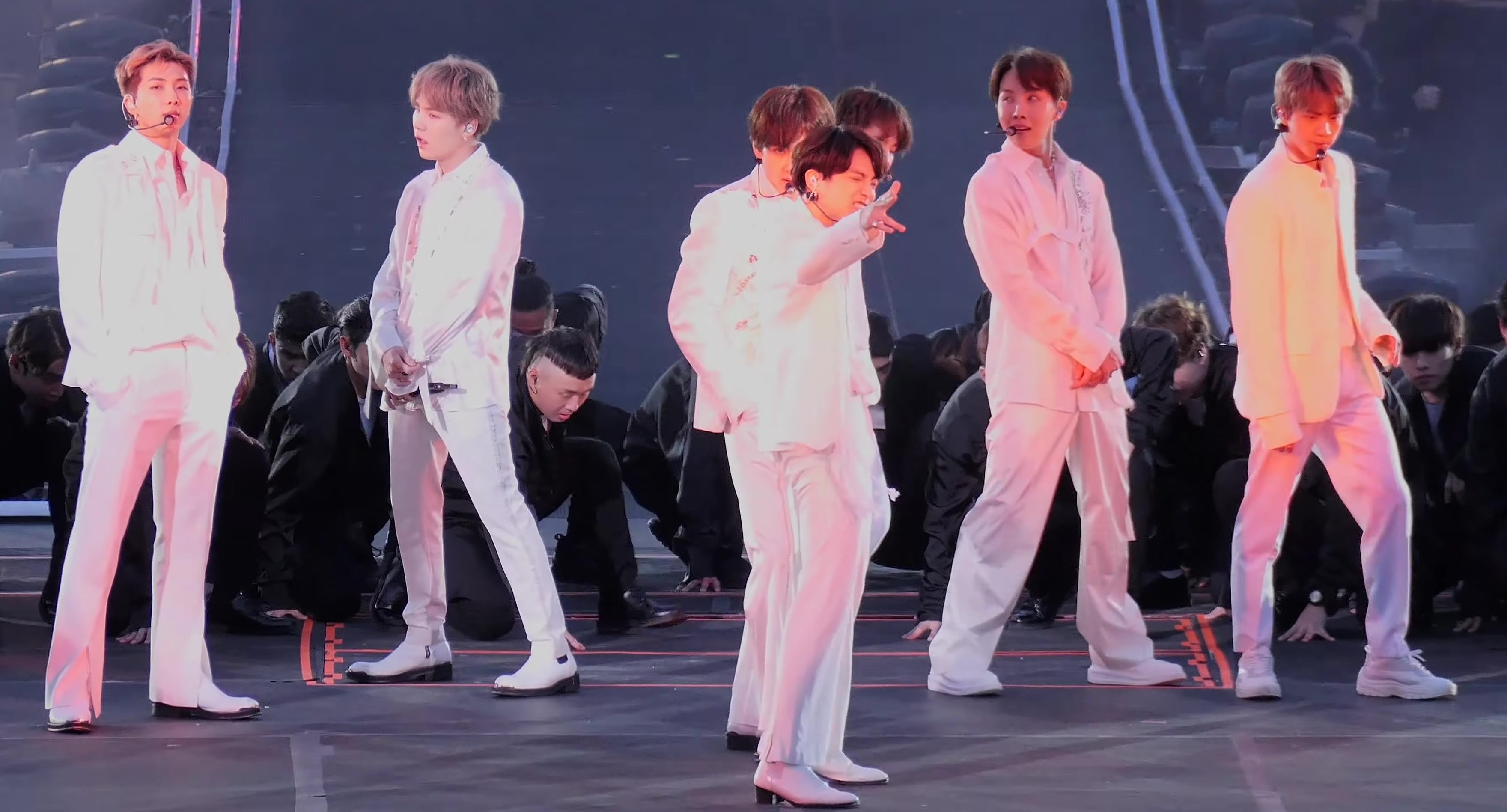
بي تي أس وهم يؤدون أغنيتهم Not Today في حفلهم في شرق راذرفورد في الولايات المتحدة في ملعب ميتلايف من ضمن حفلات مُلحق جولة لوف يورسيلف العالمية: سبيك يورسيلف (2019)

بيعت جميع التذاكر للعروض الثلاثة الأولية للجولة في أمريكا الشمالية في غضون ساعتين ونصف بالكامل. نفدت تذاكر حفل ملعب ويمبلي في خلال 90 دقيقة وتذاكر حفل فرنسا فيما يقارب 5 ساعات ونصف ، وتم توفير التذاكر للبيع لحفل البرازيل في 11 مارس 2019 ونفدت التذاكر في 75 دقيقة على الرغم من حدوث أعطال ومشاكل اتصال في الموقع. وبسبب الإقبال الكبير على التذاكر تمت إضافة حفلات إضافية في جميع التواريخ في أمريكا وأوروبا والبرازيل ، وتم بيع جميع التذاكر في أوروبا بالكامل في نفس اليوم الذي تمت إضافتها فيه. وفقاً لموقع PopCrush فإن مبيعات حفلات المُلحق الأولية في الولايات المتحدة وأوروبا كانت أعلى من مبيعات جولة فرقة ذا رولينغ ستونز في 2019 والتي تزامن إطلاق تذاكرها للبيع في نفس اليوم. بالإضافة لذلك بي تي اس أصبحوا أول فنان آسيوي في التاريخ يبيع تذاكر لحفل ملعب روز بول بالكامل.

وفقاً لبيلبورد فإن أرباح قسميّ أمريكا الشمالية والجنوبية من الجولة وصلت لـ 51.7 مليون دولار أمريكي بعد أداء بي تي اس لأكثر من 384 ألف متفرج في 8 عروض بيعت بالكامل ومن ضمنها حفل على مدى يومين في شيكاغو لأكثر من 88 ألف متفرج وحفل على مدى يومين في ملعب ميتلايف لأكثر من 98 ألف متفرج، وأصبحت الحفلة ذات أعلى إيرادات في مايو 2019. حفل روز بول في لوس أنجلوس حصدَ أكبر إيرادات بالقسم الأمريكي وبالجولة كاملةً بما يقارب 16.6 مليون دولار أمريكي وذلك بعد أداء بي تي اس لأكثر من 113,040 متفرج فيه، واحتلّ المركز السادس في ترتيب بيلبورد للأرباح السنوية. كما كان حفل بي تي اس في روز بول هو ثاني أكبر حفل في تاريخ الملعب من حيث الإيرادات متخطياً حفلات لفنانين مثل تايلور سويفت، يو تو، بيونسيه، جاي زي، إيمينيم وريانا.

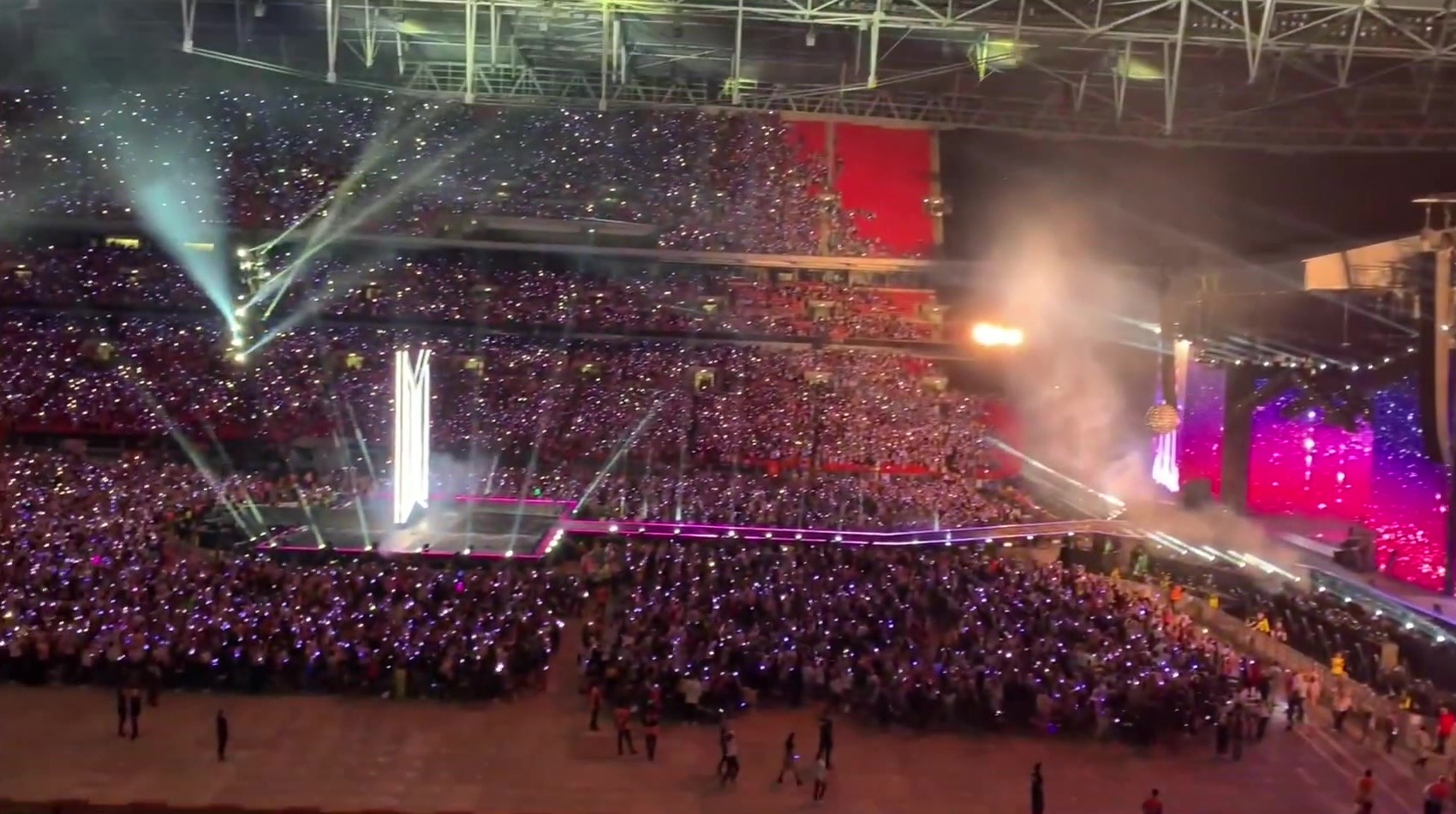
ملعب ويمبلي في لندن وهو ممتلئ بمعجبي بي تي أس الحاضرين للحفل (يونيو 2019)

كان نجاح الجولة بنفس القدر في أوروبا حيث بيعت تذاكر حفل ملعب ويمبلي ليومين والتي عددها 114,583 تذكرة كما بيعت تذاكر حفل ملعب فرنسا ليومين والتي عددها 107,328 تذكرة. في المجموع، أول 12 حفل من حفلات المُلحق حققت إيرادات بما يساوي 78.9 مليون دولار أمريكي وبيعت فيها 606,409 تذكرة.
بمتوسط ما يقارب 5.8 مليون دولار أمريكي كأرباح لكل حفل وأكثر من 48 ألف تذكرة، حققت حفلات المُلحق جميعها إيرادات تساوي 115,749,851 دولار وبِيع فيها 976,283 تذكرة. بي تي اس كانوا الفرقة الأكثر نيلاً للإيرادات في 2019 بفضل جولة لوف يورسيلف واحتلوا المركز الثالث في قائمة بيلبورد لأفضل 40 جولة في العام.
بي تي اس سجّلوا رقماً قياسياً كأكثر فنان متكلم بلغة غير إنكليزية نيلاً للإيرادات في التاريخ حسب بيلبورد مع إيرادات تساوي 196.4 مليون دولار أمريكي وأكثر من 1.6 مليون تذكرة مباعة في 42 حفل في عام 2019. كما احتلوا المركز السادس في مخطط Pollstar لأفضل 100 جولة موسيقية للعام  واحتلوا سبعة مراكز من أصل 25 في قائمة بيلبورد السنوية للإيرادات المالية. وقُدرت الحفلات الثلاث الختامية للجولة في سول في أكتوبر 2019 بأنها جلبت قيمة اقتصادية لكوريا الجنوبية بما يُقارب 1 تريليون وون كوري (ما يساوي تقريباً 862 مليون دولار أمريكي) وبأنها أحضرت 187,000 زائراً أجنبياً لكوريا الجنوبية.

### قائمة الأغاني
بي تي اس اعتمدوا على قائمة الأغاني أدناه خلال حفلات مُلحق الجولة 
| Set List 1. Dionysus 2. Not Today 3. Outro: Wings 4. Trivia 起: Just Dance 5. Euphoria 6. Best of Me 7. Serendipity 8. Trivia 承: Love 9. Boy With Luv 10. Dope 11. Silver Spoon (Bapsae) 12. Fire 13. Idol 14. Singularity 15. Fake Love (Rocking Vibe Remix) 16. Trivia 轉: Seesaw 17. Epiphany 18. The Truth Untold 19. Outro: Tear 20. Mic Drop Encore 1. Anpanman 2. So What 3. Make It Right 4. Mikrokosmos | ملاحظة - تم القيام بأداء آيدول قبل أغاني الإنكور في الحفلات الختامية في سول واُستبدل مكانها الأصلي بأغنية Run |

### تواريخ الحفلات
| التاريخ         | المدينة         | الدولة           | المكان                | الحضور                     | الأرباح                  |
| أمريكا الشمالية | أمريكا الشمالية | أمريكا الشمالية  | أمريكا الشمالية       | أمريكا الشمالية            | أمريكا الشمالية          |
| --------------- | --------------- | ---------------- | --------------------- | -------------------------- | ------------------------ |
| 4 مايو 2019     | باسادينا        | الولايات المتحدة | ملعب روز بول          | 113,040 / 113,040          | 16,557,515 دولار أمريكي  |
| 5 مايو 2019     | باسادينا        | الولايات المتحدة | ملعب روز بول          | 113,040 / 113,040          | 16,557,515 دولار أمريكي  |
| 11 مايو 2019    | شيكاغو          | الولايات المتحدة | سولجر فيلد            | 88,156 / 88,156            | 13,345,795 دولار أمريكي  |
| 12 مايو 2019    | شيكاغو          | الولايات المتحدة | سولجر فيلد            | 88,156 / 88,156            | 13,345,795 دولار أمريكي  |
| 18 مايو 2019    | شرق راذرفورد    | الولايات المتحدة | ملعب ميتلايف          | 98,574 / 98,574            | 14,050,410 دولار أمريكي  |
| 19 مايو 2019    | شرق راذرفورد    | الولايات المتحدة | ملعب ميتلايف          | 98,574 / 98,574            | 14,050,410 دولار أمريكي  |
| أمريكا الجنوبية |                 |                  |                       |                            |                          |
| 25 مايو 2019    | ساو باولو       | البرازيل         | أليانز باركي          | 84,728 / 84,728            | 7,712,318 دولار أمريكي   |
| 26 مايو 2019    | ساو باولو       | البرازيل         | أليانز باركي          | 84,728 / 84,728            | 7,712,318 دولار أمريكي   |
| أوروبا          |                 |                  |                       |                            |                          |
| 1 يونيو 2019    | لندن            | المملكة المتحدة  | ملعب ويمبلي           | 114,583 / 114,583          | 13,545,702 دولار أمريكي  |
| 2 يونيو 2019    | لندن            | المملكة المتحدة  | ملعب ويمبلي           | 114,583 / 114,583          | 13,545,702 دولار أمريكي  |
| 7 يونيو 2019    | باريس           | فرنسا            | ملعب فرنسا            | 107,328 / 107,328          | 13,728,598 دولار أمريكي  |
| 8 يونيو 2019    | باريس           | فرنسا            | ملعب فرنسا            | 107,328 / 107,328          | 13,728,598 دولار أمريكي  |
| آسيا            |                 |                  |                       |                            |                          |
| 6 يوليو 2019    | أوساكا          | اليابان          | ملعب ناغاي            | 101,554 / 101,554          | 9,832,610 دولار أمريكي   |
| 7 يوليو 2019    | أوساكا          | اليابان          | ملعب ناغاي            | 101,554 / 101,554          | 9,832,610 دولار أمريكي   |
| 13 يوليو 2019   | شيزوكا          | اليابان          | ملعب شيزوكا           | 107,153 / 107,153          | 10,486,317 دولار أمريكي  |
| 14 يوليو 2019   | شيزوكا          | اليابان          | ملعب شيزوكا           | 107,153 / 107,153          | 10,486,317 دولار أمريكي  |
| 11 أكتوبر 2019  | الرياض          | السعودية         | ملعب الملك فهد الدولي | 31,899 / 37,141            | 4,381,560 دولار أمريكي   |
| 26 أكتوبر 2019  | سول             | كوريا الجنوبية   | ملعب سول الأولمبي     | 129,268 / 129,268          | 12,109,026 دولار أمريكي  |
| 27 أكتوبر 2019  | سول             | كوريا الجنوبية   | ملعب سول الأولمبي     | 129,268 / 129,268          | 12,109,026 دولار أمريكي  |
| 29 أكتوبر 2019  | سول             | كوريا الجنوبية   | ملعب سول الأولمبي     | 129,268 / 129,268          | 12,109,026 دولار أمريكي  |
| المجموع         | المجموع         | المجموع          | المجموع               | 976,283 / 981,525 (99.47%) | 115,749,851 دولار أمريكي |

## البثوث التلفزيونية
| تاريخ أول عرض  | الدولة         | القناة | عنوان البرنامج                                                            | تاريخ التسجيل  | مكان التسجيل            | المصدر |
| -------------- | -------------- | ------ | ------------------------------------------------------------------------- | -------------- | ----------------------- | ------ |
| 5 يوليو 2019   | اليابان        | TBS    | BTS Dome Concert Performance Pre-program: 2018.11 Close-up Documentary    | نوفمبر 2018    | كوريا الجنوبية واليابان | [ 63 ] |
| 15 يوليو 2019  | اليابان        | TBS    | ~BTS World Tour: Love Yourself ~Japan Edition                             | نوفمبر 2018    | قُبة طوكيو               | [ 64 ] |
| 20 يوليو 2019  | كوريا الجنوبية | JTBC   | BTS World Tour: Love Yourself in Seoul                                    | 26 أغسطس 2018  | ملعب سول الأولمبي       | [ 65 ] |
| 3 أغسطس 2019   | اليابان        | TBS    | ~BTS World Tour: Love Yourself ~Japan Edition                             | 17 فبراير 2019 | Fukuoka PayPay Dome     | [ 64 ] |
| 7 سبتمبر 2019  | اليابان        | TBS    | BTS World Tour: Love Yourself In New York                                 | 6 أكتوبر 2018  | Citi Field              | [ 64 ] |
| 5 أكتوبر 2019  | اليابان        | TBS    | BTS World Tour: Love Yourself in Seoul                                    | 26 أغسطس 2018  | ملعب سول الأولمبي       | [ 64 ] |
| 10 نوفمبر 2019 | اليابان        | TBS    | BTS Stadium Concert Performance Pre-program: 2019.07 Close-up Documentary | يوليو 2019     | كوريا الجنوبية واليابان | [ 66 ] |
| 7 ديسمبر 2019  | اليابان        | TBS    | BTS World Tour "Love Yourself: Speak Yourself" ~Japan Edition~            | 7 يوليو 2019   | ملعب ناغاي              | [ 67 ] |
| 27 يونيو 2020  | اليابان        | TBS    | BTS World Tour: Love Yourself in London                                   | 10 أكتوبر 2018 | The O2 Arena            | [ 68 ] |
| 25 يوليو 2020  | اليابان        | TBS    | BTS World Tour "Love Yourself: Speak Yourself" Sao Paulo                  | 26 مايو 2019   | أليانز باركي            | [ 69 ] |

## الجوائز
تم ترشيح جولة لوف يورسيلف العالمية لثلاث جوائز في حفل الجوائز السنوي لموقع تيكيت ماستر وفازت باثنتين منها؛ تم منح بي تي اس جائزة «تذكرة السنة» بعد قيام تيكيت ماستر بنشر تصويت على موقعهم واعتماداً على أصوات أكثر من 200 مليون مستخدم لتحديد الفنان الأكثر شعبية في 2018. بي تي اس فازوا أيضاً بجائزة «تذكرة السنة - فرنسا» اعتماداً على بيانات موقع تيكيت ماستر الفرنسي للمبيعات، كما تم ترشيحهم لجائزة «أكثر حدث مُنتظر في 2019» لكن لم يفوزوا بها.
جولة لوف يورسيلف فازت أيضاً بجائزة Edaily الثقافية الكبرى في فئة أفضل حفل موسيقي، حيث لاقت حفلات الجولة في سول إعجاب لجنة تحكيم الحفل ونقلاً عن كيم أون كو من Edaily فقد رأوا بأن «بي تي أس خلقوا تاريخاً جديداً للبوب الكوري» كما أشار حُكام الحفل إلى أن المهارة في الأداء والشعبية التي لاقاها الحفل كانت من العوامل التي جعلت من حفلات الجولة أهلاً للجائزة.
بالإضافة لذلك فازت جولة لوف يورسيلف بجائزة «جولة السنة» في حفل جوائز الموسيقى الأمريكية السابع والأربعين  كما رُشحت لجائزة «تذكرة السنة» و «تذكرة السنة العالمية» لتيكيت ماستر في المملكة المتحدة. وفازت بجائزة «أكثر حدث مُنتظر في 2020» في فرنسا وإسبانيا 
| السنة | الجهة                        | الجائزة / الترشيح     | فوز | المصدر |
| ----- | ---------------------------- | --------------------- | --- | ------ |
| 2019  | حفل جوائز Edaily الثقافية    | فئة الحفلات الموسيقية |     | [ 79 ] |
| 2019  | حفل جوائز الموسيقى الأمريكية | جولة السنة            |     | [ 80 ] |

## وصلات خارجية
- موقع الويب الرسمي للجولة
- بي تي أس في موقع تيكيت ماستر
- المقطع التشويقي لجولة لوف يورسيلف في يوتيوب
- المقطع التشويقي لجولة لوف يورسيلف: سبيك يورسيلف في يوتيوب